# 플러싱 (퀸스)

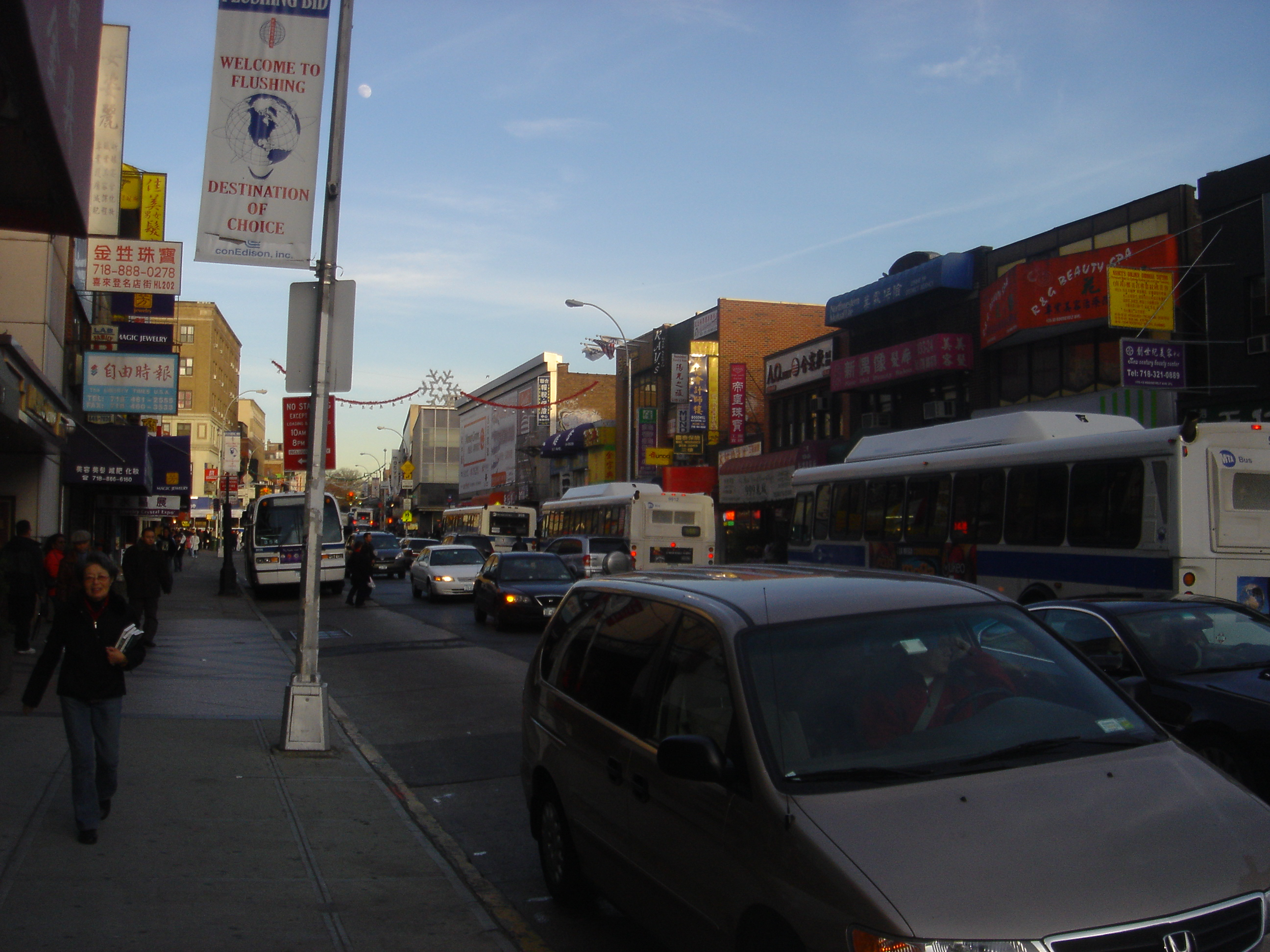
플러싱

플러싱(Flushing)은 퀸스에 한 지구로, 인구는 176,026명이다. 대한민국 이민자들이 모여 사는 코리아타운이 있다.

## 소개
플러싱은 뉴욕시의 중심인 맨해튼에서 동쪽으로 약 20km가량 떨어져 있는 교외 주거 지역이다. 플러싱은 물고기 모양의 롱아일랜드의 물고기 눈에 해당되는 지점에 위치하고 있는데, 롱아일랜드는 남북의 길이가 37km, 동서의 길이가 190km이며 전체 면적이 3,600km2로써, 한국의 제주도 면적보다 2배정도 큰, 대서양의 북동쪽으로 길게 뻗은 섬으로 섬의 전체 인구는 약 760만 명이다.
플러싱은 I-495, I-678, I-295 등 뉴욕 지역의 주요 고속도로로 둘러싸여 있으며, 롱아일랜드에서 가장 오래된 길인 노던 대로가 타운의 중심을 관통하고 있어서 편리한 교통 시설의 발달로 일찍부터 맨해튼의 배후 주거 지역으로 발전해왔다.

## 위치
롱아일랜드의 서쪽은 뉴욕시의 일부인 브루클린과 퀸즈이며, 동쪽으로는 낫소(Nassau)와 서폭(Suffolk) 카운티(County)로 연결된 교외지역의 비교적 부유한 안정적인 주거 지역들이다. 롱아일랜드는 플러싱에서 경제적으로 안정을 찾은 한인들이 자녀들의 교육과 전원생활을 위해 선호하는 뉴욕 인근의 주거 지역 가운데 하나이기도 하다.
이처럼 플러싱은 서쪽으로는 맨해튼과 1시간 거리에 위치하고 있으면서, 고속도로와 지하철, 기차 및 항공 교통편 등이 발달하고, 많은 고용 기회 제공과 소기업 활동이 용이할 뿐만 아니라 롱아일랜드라고 하는 교외 지역의 풍부한 주거 지역까지 겸비하고 있어 이민자들이 아메리칸 드림을 이루기에는 가장 최적의 장소라고 여겨지며, 실제로 정치, 경제, 사회, 문화 등 다양한 부문에서 그러한 아메리칸 드림의 신화를 이룬 많은 아시아인들이 배출되고 있다.

## 이민자들의 마을인 플러싱의 역사
플러싱 지역에 처음 정착한 사람들은 뉴욕 북동쪽에 위치한 메사추세츠주에서 살다가 그 지역 식민지 정부의 혹독한 통치를 견디지 못하거나 또는 좀 더 비옥한 토지를 찾아 이 지역으로 이주해 온 영국인들이었다. 당시 플러싱은 네덜란드어로 블리싱겐(Vlissingen)으로 불리며, 뉴욕 맨해튼 남부를 점령하고 있던 네덜란드 식민지 정부의 지배를 받고 있었다. 플러싱 지역의 초기 영국인 이주자들은 1645년 네덜란드 식민지 정부로부터 이주특허를 받고 이 지역으로 이주해왔지만, 이주하자마자 종교적인 문제로 네덜란드 식민지 정부와 갈등을 빚기 시작한다.
1645년 네덜란드 식민지 정부가 플러싱 지역에 이주 특허를 내줄 때, 이 지역 초기 이주자들인 영국인들에게 그 당시 유럽에서 가장 자유스러운 국가인 네덜란드에서와 동일한 만큼의 종교적인 자유를 보장한다고 했지만, 현지의 사정은 달랐다. 특히 피터 스타이브센트(Peter Stuyvesant) 네덜란드 총독이 부임하면서 네덜란드 식민지 정부와 영국인 이주자들 간의 종교적 갈등은 더욱 심화되었으며, 특히 1650년 많은 퀘이커(Quaker) 교도들이 이 지역으로 들어오면서 종교적 갈등은 극에 달하게 되었다. 이러한 식민지 정부와 지역 주민들 간의 종교적 갈등은 마침내 1657년 12월, 이 지역(플러싱)의 많은 주민들로 하여금 미국에서 종교와 정부를 분리시키고 개인이 믿는 신은 각 개인이 결정할 일이며, 이에 대해 정부는 간섭해서는 안 된다고 하는 내용을 담은 ‘플러싱 탄원서 (Flushing Remonstrance)’라고 불리는 문서에 서명하도록 만들었다. 그리고 이 문서는 미국 역사상 종교의 자유를 선언한 최초의 문서 가운데 하나가 되었다.
이렇게 종교적인 갈등과 종교적인 자유의 쟁취를 미국 식민지 지역에서 가장 먼저 경험하고 이룩한 플러싱은 퀘이커 교도들의 주 거주 지역이 되었으며, 이후 주민들의 주류는 퀘이커 교도들이 되었다. 이처럼 종교적 자유와 더불어 노예 해방에도 동정적이었던 플러싱 지역의 대다수 퀘이커 교도들은 1774년 이후 노예를 소유하지 않기로 결정하여 플러싱은 많은 흑인들에게 매력적인 이주 지역이 되기도 하였으며, 1800년 초에는 플러싱 중심에 마케도니아(Macedonia) 흑인교회가 세워지기도 했다. 미국 독립전쟁 당시에는 플러싱을 위시한 퀸즈 지역 주민들은 대부분 중립을 지켰는데, 오직 프란시스 루이스(Francis Lewis)만 영국에 대항하여 필라델피아(Philadelphia)에서 열린 제2차 대륙의회에 참석하여 독립선언서에 서명한 유일한 퀸즈 주민이 되었다. 그 때문에 그의 집은 불타버렸고, 그의 부인은 잠시 감옥에 갇히기도 했다. 미국 독립전쟁이 끝난 1783년 이후 영국군은 물러가고 플러싱은 다시 조용한 마을로 돌아갔다.
식민지 시기 동안 플러싱은 주로 상업적으로 나무를 재배하여 판매하는 지역으로 성장했는데, 사무엘 B. 파슨스(Samuel B. Parsons)를 비롯한 몇몇 농장주들이 그들의 농장지로 플러싱 지역 대부분을 차지하고 있었다. 이들 나무 농장에서 재배된 나무들은 후에 맨해튼 센트럴 파크(Central Park)를 조성할 때 옮겨 심어지기도 했다. 미국 독립 후에는 플러싱은 맨해튼의 발달과 더불어 주거 지역으로 성장했는데, 1813년 village에서 town으로 승격되었다. 1900년대 들어서는 1910년에 맨해튼에서 롱아일랜드의 포트 워싱턴(Port Washington)을 연결하는 기차가 플러싱을 관통하면서 건설되고, 1928년에는 맨해튼과 플러싱을 연결하는 지하철이 건설되는 등 편리한 대중교통의 건설과 더불어 전원적인 타운이었던 플러싱은 맨해튼탄의 주요 배후 주거 지역으로 더욱 발달하였다.
1939-1940년간에는 플러싱 코로나 파크(Flushing Corona Park)에서 세계 박람회가 개최되기 시작하여 세계 최초로 텔레비전이 선보이기도 하다. 또 1964-1965년간에 개최된 세계박람회에서는 교황 요한 바오로(Pope Paul) 6세가 참석하기도 하여, 플러싱이 전 세계적으로 알려지기도 했으며, 1964년 New York Mets 야구장이 지어지고, 1978년에는 플러싱의 U.S. Open 테니스 경기장이 건설되어 1881년부터 이어져 온 테니스 경기가 플러싱 지역에서 개최되어 오늘에까지 이르는 등 지역 발전의 전성기를 구가하였다.
최근 2000년 이후에는 개발 붐이 불어 곳곳에 새로운 고층 건물들이 지어져 플러싱의 스카이라인(skyline)을 바꿔가고 있다. 또한 플러싱은 국제공항인 케네디(John F. Kennedy)공항과 라과디아(LaGuardia) 공항이 10∼20분 내의 거리에 위치하고 있어 모든 편리한 교통시설을 다 구비하고 있다.

## 교육
- 뉴욕시 교육청
  - John Bowne High School
  - East-West School of International Studies
  - Robert F. Kennedy Community High School
  - Townsend Harris High School
  - The Flushing International High School
  - Flushing High School

- 퀸스 도서관
  - Flushing Library